# Мокринский переулок
Мокринский переулок — существовавший до конца 1950-х годов переулок в центре Москвы, в Зарядье, шедший вдоль Москворецкой набережной. Ранее назывался «Великая улица».

## Происхождение названия
Назван в XVII веке по находившейся на нём церкви Николы Мокрого, напоминая «о том времени, когда не было Москворецкой набережной и река подходила к самым стенам Китай-города и в весенние паводки и осенние дожди проникала внутрь города, заливала ближайшие улицы и переулки». Прежнее название — Большая улица или Великая улица — произошло оттого, что это была главная улица Зарядья.

## История
Улица возникла в середине XV века при застройке торгового района Зарядье. Она была главной улицей района и вела от Константино-Еленинских ворот Кремля к пристани на берегу Москвы-реки. «Шумная торговля велась по всему Зарядью и особенно на Большой или Великой улице, упоминаемой в летописях под этим названием в 1468 и 1547 годах». После постройки в 1535—1537 годах стены Китай-города улица была отрезана от Москвы-реки и стала оканчиваться около угла, образованного стенами, где находилась церковь Зачатия Анны. Значение улицы уменьшилось. С конца XVII века улица стала называться Мокринским переулком. Мокринский переулок снесли в конце 1950-х годов, а в 1964—1967 годах на месте Зарядья была построена гостиница «Россия».
В связи с новой застройкой после сноса в 2007 году гостиницы «Россия» планировалось частичное восстановление переулка, в частности церкви Николы Мокрого. Однако в 2013 году в конкурсе на проект парка в Зарядье победил проект американского бюро Diller Scofidio + Renfo, не предполагающий восстановления переулка, как и других уничтоженных улиц Зарядья.
В 2015 году в ходе археологических работ была найдена бревенчатая мостовая, датируемая XVII—XVIII веками, с остатками каменного подмащивания.

## Фотографии
- Мокринский переулок с церковью Николы Мокрого в XVII в.
- Конец Мокринского переулка у церкви Зачатия св. Анны во время наводнения 1908 г.